# Zaitunia schmitzi
Zaitunia schmitzi är en spindelart som först beskrevs av Kulczynski 1911.  Zaitunia schmitzi ingår i släktet Zaitunia och familjen Filistatidae.
Artens utbredningsområde är Israel. Inga underarter finns listade i Catalogue of Life.